# Merijn Korevaar
Pour les articles homonymes, voir Korevaar.
Merijn Korevaar (né le 7 mai 1994 à Groot-Ammers) est un coureur cycliste néerlandais. Sa sœur Jeanne est également coureuse cycliste.

## Biographie
Pour 2017, il signe en faveur de la formation Baby-Dump.

## Palmarès
- 2012
  - 2e étape du Grand Prix Rüebliland
  - 2e du championnat des Pays-Bas sur route juniors
  - 3e de l'Acht van Bladel
- 2014
  - Ronde van Oud-Vossemeer

## Classements mondiaux
| Année           | 2014 | 2015 | 2016   |
| --------------- | ---- | ---- | ------ |
| UCI Europe Tour | 965e | 897e | 1 356e |